# Hirschaid
Hirschaid – gmina targowa w Niemczech, w kraju związkowym Bawaria, w rejencji Górna Frankonia, w regionie Oberfranken-West, w powiecie Bamberg. Leży około 11 km na południowy wschód od Bamberga, nad rzeką Regnitz i Kanałem Ren-Men-Dunaj, przy autostradzie A73, drodze B22 i linii kolejowej Norymberga – Lipsk.

## Dzielnice
W skład gminy wchodzą następujące dzielnice:
- Hirschaid
- Erlach
- Köttmannsdorf bei Hirschaid
- Sassanfahrt
- Juliushof
- Rothensand
- Großbuchfeld
- Kleinbuchfeld
- Röbersdorf
- Seigendorf
- Friesen bei Hirschaid

## Polityka
Wójtem jest Andreas Schlund (CSU). Rada gminy składa się z 24 członków:
- 12 CSU
- 3  WG Sassanfarth-Köttmannsdorf-Rothensand
- 2  Blok Obywatelski
- 2  WG Hirschaid
- 2  WG Regnitzau
- 1  SPD
- 1  Lista Ekologiczna Hirschaid
- 1  Lista Kobiet

## Współpraca
Miejscowość partnerska:
- Ivančna Gorica, Słowenia